# Valj Semerenko
Pour les articles homonymes, voir Semerenko.
Valentina « Valj » Oleksandrivna Semerenko (en ukrainien : Валентина Олександрівна Семеренко), née le 18 janvier 1986 à Soumy, est une biathlète ukrainienne, championne du monde en 2015 et championne olympique du relais en 2014. Sa sœur jumelle, Vita, est également une biathlète évoluant au plus haut niveau.

## Carrière
Valj Semerenko se révèle chez les juniors dès 2004, lors des Championnats du monde de biathlon d'été, en terminant deuxième de la poursuite et en remportant le relais 3 × 3 km.
Lors de la saison 2005, elle remporte deux médailles en relais dans la catégorie juniors : le bronze aux Championnats d'Europe, l'argent aux Championnats du monde.
En 2006, toujours junior, elle remporte le sprint aux Championnats d'Europe, puis se classe deuxième de la poursuite derrière la Finlandaise Mari Laukkanen.
En 2008, Valj Semerenko fait partie du relais ukrainien qui remporte la médaille d'argent lors des Championnats du monde à Östersund. L'équipe est également composée de Oksana Yakovleva, de Vita Semerenko (la sœur jumelle de Valj) et d'Oksana Khvostenko.
En mars 2010, elle remporte le sprint des Championnats d'Europe des moins de 26 ans, organisés à Otepää.
En 2011, le relais ukrainien dans lequel Valj Semerenko est la première relayeuse, finit initialement deuxième aux Championnats du monde. Mais la quatrième relayeuse, Oksana Khvostenko est ensuite contrôlée positive, ce qui entraîne la disqualification de l'ensemble de l'équipe.
En septembre 2011, elle participe aux Championnats du monde de biathlon d'été, organisés à Nové Město na Moravě. Elle remporte d'abord l'argent lors du relais mixte, avec l'équipe d'Ukraine. Deux jours plus tard, elle s'impose lors du sprint, devant la Polonaise Krystyna Palka et la Slovaque Jana Gereková. Enfin, elle se classe deuxième lors de la poursuite, battue par la Polonaise Palka.
Valj Semerenko est montée sur onze podiums en Coupe du monde, dont la première fois en sprint à Presque Isle en 2011 (3e place). En 2013,  elle termine 3e de la poursuite d'Oberhof en 2013 puis décroche sa première médaille internationale lors de l'individuel remporté par Tora Berger. Elle confirme ces résultats, lors de la manche du Grand-Bornand en décembre 2013, où elle gagne sa première épreuve en poursuite.
Le 21 février 2014, alors que de violents affrontements se déroulent à Kiev dans son pays, Valj Semerenko présente aux Jeux olympiques de Sotchi, décroche la médaille d'or lors de l'épreuve de relais (4 × 6 km), en compagnie de sa sœur Vita Semerenko, de Juliya Dzhyma et Olena Pidhrushna.
En 2015, elle remporte le titre de championne du monde de la mass-start à Kontiolahti, deuxième succès de sa carrière. Elle remporte aussi la médaille de bronze au sprint. À l'issue de la saison 2014-2015, elle enregistre son meilleur classement général dans la Coupe du monde avec le troisième rang.
Aux Jeux olympiques d'hiver de 2018, elle est 46e du sprint, 25e de l'individuel et 19e de la mass start.
Aux Mondiaux 2019, elle gagne de nouveau une médaille internationale avec le bronze sur le relais.

## Prononciation
Valj est une translittération allemande (Vali) du diminutif russe de Valentina, Valia (Валя).

## Palmarès

### Jeux olympiques d'hiver
| Épreuve / Édition                | Individuel | Sprint | Poursuite | Départ en masse | Relais                         | Relais mixte                     |
| Jeux olympiques 2006 Turin       | 46e        | —      | —         | —               | —                              | Épreuve inexistante à cette date |
| Jeux olympiques 2010 Vancouver   | 23e        | 13e    | 23e       | 19e             | 6e                             | Épreuve inexistante à cette date |
| Jeux olympiques 2014 Sotchi      | 19e        | 12e    | 5e        | 13e             | Médaille d'or, Jeux olympiques | —                                |
| Jeux olympiques 2018 Pyeongchang | 25e        | 46e    | DNS       | 19e             | —                              | —                                |
| Jeux olympiques 2022 Pékin       | Abandon    | —      | —         | —               | —                              | 13e                              |

Légende :
- : première place, médaille d'or
- : deuxième place, médaille d'argent
- : troisième place, médaille de bronze
- : pas d'épreuve
- — : Non disputée par Valj Semerenko
- DNS : n'a pas pris le départ

### Championnats du monde
| Mondiaux \ Épreuve      | Individuel                | Sprint                    | Poursuite | Départ en masse      | Relais                    | Relais mixte |
| 2007 Antholz            | 36e                       | —                         | —         | —                    | 9e                        | —            |
| 2008 Östersund          | 32e                       | 16e                       | 20e       | 18e                  | Médaille d'argent, monde  | —            |
| 2009 Pyeongchang        | 26e                       | 15e                       | 38e       | 16e                  | DNF                       | 11e          |
| 2011 Khanty-Mansiïsk    | 11e                       | 10e                       | 23e       | 15e                  | DSQ                       | —            |
| 2012 Ruhpolding         | 49e                       | 57e                       | DNF       | —                    | 6e                        | —            |
| 2013 Nove Mesto         | Médaille de bronze, monde | 22e                       | 43e       | DNF                  | Médaille d'argent, monde  | —            |
| 2015 Kontiolahti        | 15e                       | Médaille de bronze, monde | 19e       | Médaille d'or, monde | 5e                        | 11e          |
| 2016 Holmenkollen       | 44e                       | 80e                       | —         | 26e                  | 5e                        | 4e           |
| 2017 Hochfilzen         | —                         | 80e                       | —         | —                    | —                         | —            |
| 2019 Östersund          | 36e                       | 29e                       | 38e       | —                    | Médaille de bronze, monde | —            |
| 2020 Antholz-Anterselva | 42e                       | 36e                       | 43e       | —                    | —                         | —            |
| 2021 Pokljuka           | —                         | 50e                       | DNF       | —                    | —                         | —            |

Légende :

 : première place, médaille d'or

 : deuxième place, médaille d'argent

 : troisième place, médaille de bronze

 : épreuve inexistante à cette date

— : Valj Semerenko n'a pas participé à cette épreuve

DNF : abandon 

DSQ : disqualifiée

### Coupe du monde
- Meilleur classement général : 3e en 2015.
- 11 podiums individuels : 2 victoires, 1 deuxième place et 8 troisièmes places.
- 16 podiums en relais : 5 victoires, 7 deuxièmes places et 4 troisièmes places.
- 2 podiums en relais mixte : 2 troisièmes places.

 Dernière mise à jour le 16 mars 2019 

#### Classements en Coupe du monde
| Saison    | Individuel | Individuel | Sprint | Sprint   | Poursuite | Poursuite | Mass start | Mass start | Général | Général  |
| Saison    | Points     | Position   | Points | Position | Points    | Position  | Points     | Position   | Points  | Position |
| --------- | ---------- | ---------- | ------ | -------- | --------- | --------- | ---------- | ---------- | ------- | -------- |
| 2005-2006 | -          | nc         | -      | nc       | -         | nc        |            |            | -       | nc       |
| 2006-2007 | 32         | 26e        | 20     | 53e      | 8         | 55e       |            |            | 60      | 47e      |
| 2007-2008 | 14         | 37e        | 83     | 28e      | 58        | 28e       | 35         | 30e        | 190     | 28e      |
| 2008-2009 | 56         | 25e        | 105    | 30e      | 61        | 33e       | 115        | 14e        | 349     | 24e      |
| 2009-2010 | 102        | 8e         | 195    | 19e      | 125       | 14e       | 97         | 20e        | 538     | 14e      |
| 2010-2011 | 159        | 2e         | 240    | 14e      | 161       | 12e       | 127        | 14e        | 687     | 11e      |
| 2011-2012 | 32         | 29e        | 129    | 25e      | 122       | 21e       | 73         | 23e        | 356     | 22e      |
| 2012-2013 | 86         | 9e         | 160    | 21e      | 107       | 25e       | 85         | 23e        | 438     | 20e      |
| 2013-2014 | 60         | 8e         | 187    | 10e      | 233       | 6e        | 75         | 13e        | 555     | 8e       |
| 2014-2015 | 74         | 11e        | 328    | 5e       | 255       | 3e        | 210        | 2e         | 865     | 3e       |
| 2015-2016 | 15         | 50e        | 43     | 51e      | 67        | 37e       | 14         | 47e        | 139     | 47e      |
| 2016-2017 |            |            | 11     | 74e      | 13        | 73e       |            |            | 24      | 79e      |
| 2017-2018 | 83         | 4e         | 83     | 33e      | 80        | 32e       | 102        | 16e        | 350     | 21e      |
| 2018-2019 | 5          | 67e        | 54     | 48e      | 44        | 45e       | 14         | 40e        | 117     | 48e      |
| 2019-2020 |            |            | 126    | 21e      | 64        | 31e       | 32         | 34e        | 222     | 33e      |
| 2020-2021 | 13         | 52e        | 46     | 53e      | 8         | 68e       |            |            | 59      | 59e      |
| 2021-2022 | 24         | 31e        | 28     | 57e      | 8         | 71e       |            |            | 60      | 60e      |

#### Victoires
| Saison / Épreuve | Individuel | Sprint | Poursuite        | Mass start                | Total |
| 2013-2014        |            |        | Le Grand-Bornand |                           | 1     |
| 2014-2015        |            |        |                  | Kontiolahti (Ch.du monde) | 1     |
| Total            | 0          | 0      | 1                | 1                         | 2     |

### Espoirs
| Date | Compétition                   | Lieu         | Résultat | Épreuve         |
| ---- | ----------------------------- | ------------ | -------- | --------------- |
| 2005 | Championnats d'Europe juniors | Novossibirsk | 7e       | Sprint 7,5 km   |
| 2005 | Championnats d'Europe juniors | Novossibirsk | 7e       | Poursuite 10 km |
| 2005 | Championnats d'Europe juniors | Novossibirsk | 3e       | Relais 3 × 6 km |
| 2005 | Championnats du monde juniors | Kontiolahti  | 2e       | Relais 3 × 6 km |
| 2006 | Championnats d'Europe juniors | Langdorf     | 1re      | Sprint 7,5 km   |
| 2006 | Championnats d'Europe juniors | Langdorf     | 2e       | Poursuite 10 km |
| 2006 | Championnats d'Europe juniors | Langdorf     | 4e       | Relais 4 × 6 km |

### Championnats d'Europe
- 5 médailles d'or en relais : 2008, 2009, 2011, 2012 et 2015.
- 1 médaille d'or en sprint : 2010.
- 1 médaille d'or en relais mixte : 2020.
- 1 médaille d'argent en relais : 2010.
- 1 médaille d'argent en sprint : 2012.
- 1 médaille d'argent en poursuite : 2012.
- 1 médaille de bronze en relais : 2007.

### Universiades
- Médaille d'argent du relais en 2007.

### Biathlon d'été
| Date | Compétition                                    | Lieu                 | Résultat | Épreuve         |
| ---- | ---------------------------------------------- | -------------------- | -------- | --------------- |
| 2004 | Championnats du monde junior de biathlon d'été | Osrblie              | 2e       | Poursuite 5 km  |
| 2004 | Championnats du monde junior de biathlon d'été | Osrblie              | 1re      | Relais 3 × 3 km |
| 2011 | Championnats du monde de biathlon d'été        | Nové Město na Moravě | 1re      | Sprint 7,5 km   |
| 2011 | Championnats du monde de biathlon d'été        | Nové Město na Moravě | 2e       | Poursuite 10 km |
| 2011 | Championnats du monde de biathlon d'été        | Nové Město na Moravě | 2e       | Relais mixte    |
| 2014 | Championnats du monde de biathlon d'été        | Tioumen              | 2e       | Relais mixte    |
| 2014 | Championnats du monde de biathlon d'été        | Tioumen              | 2e       | Poursuite 10 km |
| 2019 | Championnats du monde de biathlon d'été        | Minsk                | 1re      | Super sprint    |